# Margie
Margie ist ein Popsong, den Con Conrad, J. Russel Robinson (Musik) und Benny Davis (Text) verfassten und 1920 veröffentlichten. Das Lied war nicht nur mehrfach ein Hit, sondern entwickelte sich zu einem viel gespielten Jazzstandard.

## Hintergrund
Der Song Margie ist nach der damals fünfjährigen Tochter des Entertainers Eddie Cantor benannt, der das Lied in den folgenden Jahren in den Vereinigten Staaten populär machte. Er trat mit dem Lied zunächst im Winter Garden Theater auf, bevor er Margie 1921 in seiner Revue The Midnight Rounders aufnahm. Er wurde in der Zeit vor der Popularität des Radios zu einem beliebten Parlor Song, den man mit Freunden oder in der Familie am Piano spielte.

## Erste Aufnahme und spätere Coverversionen
1920 nahm die Original Dixieland Jazz Band, deren Pianist Russel Robinson war, den Titel in einem Medley (mit Singin’ the Blues) für Victor (18717) auf; auf der B-Seite der Platte war Palesteena.
Erfolgreich in den amerikanischen Popcharts waren die Coverversionen von Gene Rodemich and His Orchestra (1921, #7), Eddie Cantor (1921, 5 Wochen auf #1), Ted Lewis (1921, #4), Frank Crumit (1921, #7) und Claude Hopkins and His Orchestra (1934, #5, mit Orlando Peterson, Gesang). Margie erlebte 1938 ein Comeback, als er vom Jimmie Lunceford Orchestra mit einem Arrangement von Sy Oliver aufgenommen wurde, das Trummy Young als Solisten herausstellte. Noch einmal in die Charts kam der Song mit Don Redman and His Orchestra (1939, #15).
Der Diskograf Tom Lord listet im Bereich des Jazz insgesamt 409 (Stand 2016) Coverversionen, von denen die Aufnahmen von Louis Armstrong, Ray Barretto, Sidney Bechet, Bix Beiderbecke/Frankie Trumbauer, Dave Brubeck, Cab Calloway, Bing Crosby, Erroll Garner, Gene Krupa, Jimmie Lunceford, Shelly Manne, Oscar Peterson, Charlie Shavers, Jimmy Smith, Jo Stafford, Joe Venuti und Bob Wilber hervorhebenswert sind.